# Coptopsylla joannae
Coptopsylla joannae är en loppart som beskrevs av Lewis 1964. Coptopsylla joannae ingår i släktet Coptopsylla och familjen Coptopsyllidae. Inga underarter finns listade i Catalogue of Life.